# Bodião-de-seis-linhas
O bodião-de-seis-linhas (Pseudocheilinus hexataenia), é uma espécie de bodião recifal nativo da região tropical do Indo-Pacífico, que pode chegar a medir a 15 cm de comprimento, possuindo um corpo alongado com a coloração azul e seis listras horizontais em laranja-avermelhado, com a cabeça rosada e cauda verde com uma pequena mancha. É um peixe muito procurado para ser mantido em aquários, pois necessita de uma manutenção baixa e além de se dar bem em aquários pequenos (nano).
Na natureza, vivem escondidos entre corais e cavernas, o mix de coloração laranja-avermelhado, azul e rosa, o ajuda a se camuflar entre os recifes, pois assim, os predadores não encontram. Se alimentam de pequenos crustáceos, como caranguejos, camarões e copépodes.
É nativo do Indo-Pacífico, podendo ser encontrado do Mar Vermelho até Kwazulu-Natal, na África do Sul, Moçambique e Madagascar para Hainan, sul da China, Hong Kong para Raja Ampat e Bali, Indonésia, Ogasawara e Okinawa, sul do Japão, para a Grande Barreira de Coral e Ilha de Lord Howe, incluindo Palau e Polinésia Francesa, no Pacífico Sul-Central.